# Olivier Remigius von Wallis auf Carrighmain
Olivier Remigius von Wallis auf Carrighmain (Vienna, 1º ottobre 1742 – Kloten, 9 luglio 1799) è stato un generale austriaco, comandante per circa due anni delle truppe dell'Esercito del Sacro Romano Impero impegnate nella campagna d'Italia (1796-1797).

## Biografia
Oliver Remigius, conte di Wallis e barone di Carrighmain, nacque il 1º ottobre 1742 a Vienna, da una famiglia di origini irlandesi da tempo al servizio del Sacro Romano Impero. Come il fratello Michael Johann Ignaz (futuro feldmaresciallo), entrò ancora giovane nel reggimento comandato dal padre e, diventato colonnello (Oberst) nel 1769, prese il posto del padre. Il 26 novembre 1977 venne avanzato al grado di maggior generale (Generalmajor), combattendo la guerra russo-turca agli ordini del feldmaresciallo von Laudon e del Feldzeugmeister Carlo Giuseppe de Croix, distinguendosi in svariate occasioni.
Promosso tenente generale (Feldmarschallleutnant) il 9 ottobre 1787, von Wallis comandò una divisione nell'Hohenlohe-Kirchberg durante la guerra della prima coalizione; alla fine dell'anno la sua unità era ancora schierata da Basilea a Strasburgo. Nel tardo 1795, quando già nel maggio 1794 era diventato Feldzeugmeister, venne inviato nell'Italia settentrionale per sostituire, dal 22 novembre, il generale De Vins nel comando delle forze austriache nell'area. Già il 23 novembre tuttavia fu sconfitto in inferiorità numerica dai 25.000 francesi del generale Schérer nella battaglia di Loano, perdendo inoltre tutta l'artiglieria e i rifornimenti il giorno successivo nello scontro di San Giacomo. Solo la neve impedì altri combattimenti, ma nell'aprile 1796 von Wallis fu sostituito da Johann Peter Beaulieu.
Dopo essere stato comandante della piazza di Venezia dal gennaio al novembre 1798, nel 1799 tornò sul campo sotto il comando dell'arciduca Carlo d'Asburgo-Teschen. Nella battaglia di Ostrach (21 marzo) fu alla guida di una colonna deputata all'assalto delle linee francesi, mentre a Stockach (25 marzo) guidò il fianco destro; entrambi gli scontri terminarono con una vittoria austriaca. Dal 14 al 25 aprile sostituì l'arciduca Carlo, malato. Prese quindi parte alla prima battaglia di Zurigo del 4 giugno come comandante della riserva, dove venne ferito gravemente durante l'assalto di cinque battaglioni alla ridotta francese del monte Zurigo. Morì cinque settimane dopo, il 9 luglio 1799, a Kloten per le ferite riportate.
Il 19 febbraio 1791 era stato nominato comandante proprietario del 29º Reggimento fanteria. Sua moglie fu Walpurga Freiin von Hennent.